# 언밸런스X2
언밸런스X2는 임달영 글, 이수현 그림의 대한민국의 만화이다. 일본에서 드라마CD화가 되었으며 현재 대원씨아이에서 발간 중이다. 한 때 연재가 중단되었으나, 2010년 9월 30일 작가 블로그에서 다시 연재를 시작하겠다고 밝혔다.

## 등장 인물
- 명진호
- 나혜영
- 하지수
- 은아미
- 박재경
- 차영기
- 명지선
- 캐롤라인

## 일본 드라마 CD 성우진
- 미카도 켄이치(명진호) - 스기타 토모카즈
- 타카나시 에리나(나혜영) - 이노우에 키쿠코
- 스가하라 마이(하지수) - 나카하라 마이
- 나구모 아미(은아미) - 고토 마이
- 혼다 아카네(박재경) - 미나미 오미
- 하나이 히로(차영기) - 미우라 히로아키
- 미카도 유코(명지선) - 니시무라 치나미
- 타카나시 캐롤라인 - 카와스미 아야코

## 인용
1. ↑  공식적으로 언밸런스 언밸런스 2번 읽는다
2. ↑  임달영의 다이어리. :: 네이버 블로그